# Pleocoma simi
Pleocoma simi is een keversoort uit de familie Pleocomidae. De wetenschappelijke naam van de soort is voor het eerst geldig gepubliceerd in 1934 door Davis.